# Geusibia longihilla
Geusibia longihilla är en loppart som beskrevs av Zhang Jintong et Liu Chiying 1984. Geusibia longihilla ingår i släktet Geusibia och familjen smågnagarloppor. Inga underarter finns listade i Catalogue of Life.